# Herman Söderbergh

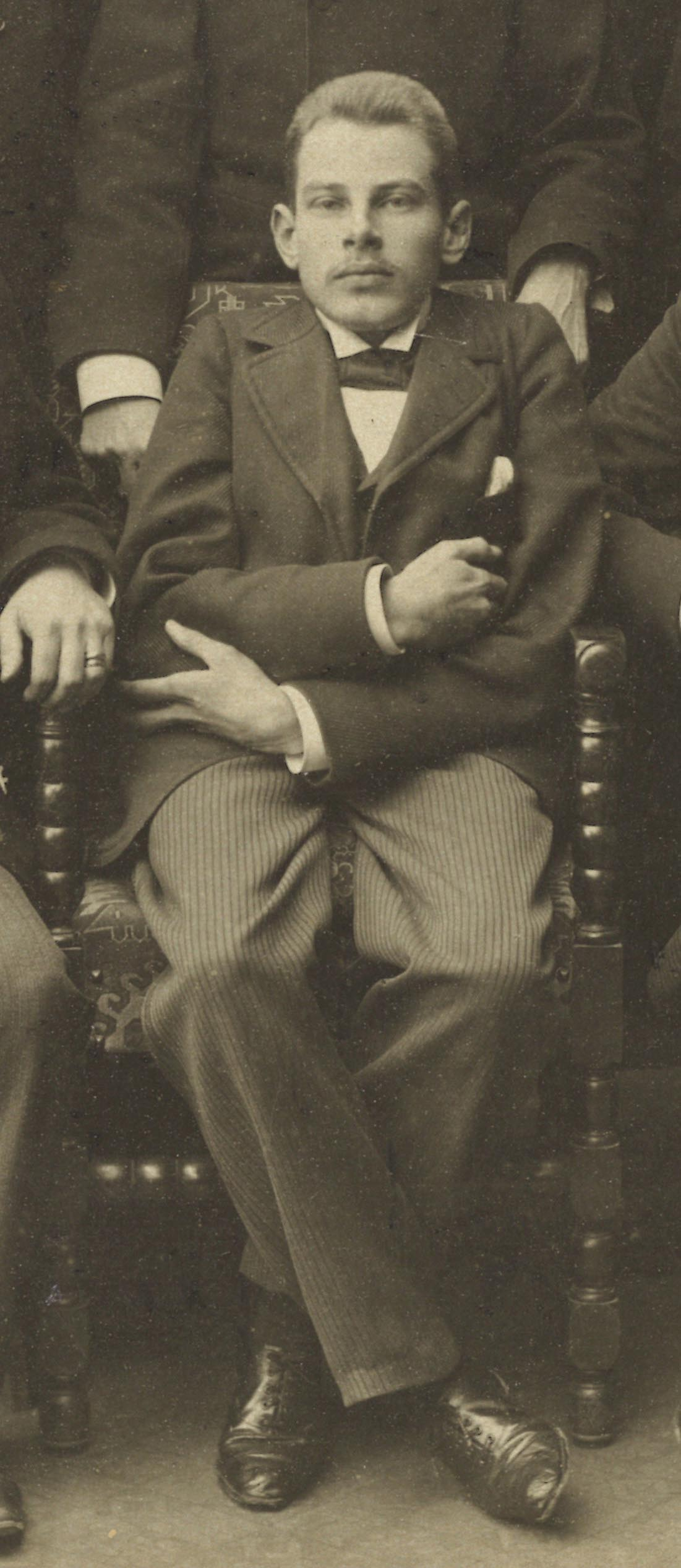
Herman Söderbergh som ledamot av kommittén bakom Lundakarnevalen 1896.

Herman Erik Emanuel Söderbergh, född den 11 september 1871 i Karlshamn, död den 16 april 1945, var en svensk skolledare.
Söderbergh blev filosofie kandidat vid Lunds universitet 1893, filosofie licentiat 1901, ordinarie lärare vid Lunds privata läroverk 1903 och var rektor vid Djursholms samskola 1914–36.
Söderbergh var ledamot av Djursholms stadsfullmäktige 1916–38, vice ordförande i Djursholms folkskolestyrelse 1929–32, ordförande i Riksföreningen för lärare i nordiska språk från 1938, censor i studentexamina 1939–41 (vikarierande 1937–38) och hedersledamot av Blekinge nation i Lund. Politiskt var Söderbergh liberal och han var en av grundarna av Folkpartiet (1934). 
Herman Söderbergh var även aktiv centralstyrelseledamot av Svenska skolornas fredsförening under större delen av mellankrigstiden, tillsammans med andra pacifistiskt engagerade pedagoger som exempelvis Matilda Widegren och Greta Stendahl. Under 1920-talet var Söderbergh dessutom ordförande i föreningen och en ofta anlitad föredragshållare och skribent i frågor om fredsfostran.
Söderbergh skrev tidskrifts- och tidningsuppsatser, bland annat i fredsfrågor och skolfrågor samt redigerade tillsammans med N. Otto Heinertz tidskriften "Moderna språk" från 1912.